# Andorinha-de-rabadilha-cinzenta
A Andorinha-de-rabadilha-cinzenta (Pseudhirundo griseopyga) é uma espécie de ave da família Hirundinidae.
Pode ser encontrada em Angola, Benim, Botsuana, Burquina Fasso, Burundi, Camarões, República Centro-Africana, República do Congo, República Democrática do Congo, Costa do Marfim, Guiné Equatorial, Essuatíni, Etiópia, Gabão, Gâmbia, Gana, Guiné, Guiné-Bissau, Quênia, Libéria, Maláui, Mali, Moçambique, Namíbia, Niger, Nigéria, Ruanda, Senegal, Serra Leoa, África do Sul, Sudão, Sudão do Sul, Tanzânia, Uganda, Zâmbia e Zimbábue.